# SN 2006fj
SN 2006fj – supernowa typu Ia odkryta 11 września 2006 roku w galaktyce A024708+0046. W momencie odkrycia miała maksymalną jasność 20,30m.